# José Germano
Pour les articles homonymes, voir Germano.
José Pereira Germano (né le 22 mars 1952 à Lobito en Angola portugais et mort à une date inconnue) est un joueur de football portugais. Il a joué principalement dans différents clubs portugais au poste de défenseur.

## Carrière
On ne connait pas totalement la carrière de Germano. Il est formé au FC Porto. Par la suite pendant la saison 1975-76, il évolue en troisième division, avec l'ID Vieirense. Il joue plus tard avec l'União Leiria avec laquelle il dispute la deuxième division.
Il y reste un moment et obtient le titre de champion de la zone centre, synonyme de promotion durant la saison 1978-79 avec Leiria. Cependant il ne reste pas et s'engage alors avec le Ginásio Alcobaça une saison, où il inscrit vingt-trois rencontres pour un but. Il revient faire bagage à l'União Leiria tout juste reléguée de première division, pour disputer la deuxième division. Il y joue dix-sept rencontres de championnat en défense, et parvient à faire remonter le club en première division.
Ainsi il découvre la première division, il dispute dix sept rencontres pour un but. Le club est relégué en deuxième division mais Germano continue d'évoluer pendant une saison avec la formation. Par la suite il s'engage au SC Salgueiros et réalise alors deux saisons pleines en première division. Il continue sa carrière, et finit par raccrocher les crampons pendant la saison 1986-87 après deux saisons passées avec l'União Madeira.

## Statistiques
| Saison                | Club                  | Championnat           | Championnat | Championnat | Coupe(s) nationale(s) | Coupe(s) nationale(s) | Total | Total |
| Saison                | Club                  | Division              | M.          | B.          | M.                    | B.                    | M.    | B.    |
| 1975-1976             | ID Vieirense          | 3                     | -           | -           | -                     | -                     | 0     | 0     |
| Sous-total            | Sous-total            | Sous-total            | -           | -           | -                     | -                     | 0     | 0     |
| 1976-1977             | União Leiria          | 2                     | -           | -           | -                     | -                     | 0     | 0     |
| 1977-1978             | União Leiria          | 2                     | -           | -           | -                     | -                     | 0     | 0     |
| 1978-1979             | União Leiria          | 2                     | -           | -           | -                     | -                     | 0     | 0     |
| Sous-total            | Sous-total            | Sous-total            | -           | -           | -                     | -                     | 0     | 0     |
| 1979-1980             | Ginásio Alcobaça      | 2                     | 23          | 1           | -                     | -                     | 23    | 1     |
| Sous-total            | Sous-total            | Sous-total            | 23          | 1           | -                     | -                     | 23    | 1     |
| 1980-1981             | União Leiria          | 2                     | 17          | 0           | -                     | -                     | 17    | 0     |
| 1981-1982             | União Leiria          | 1                     | 17          | 1           | -                     | -                     | 17    | 1     |
| 1982-1983             | União Leiria          | 2                     | -           | -           | -                     | -                     | 0     | 0     |
| Sous-total            | Sous-total            | Sous-total            | -           | -           | -                     | -                     | 0     | 0     |
| 1983-1984             | SC Salgueiros         | 1                     | 27          | 0           | -                     | -                     | 27    | 0     |
| 1984-1985             | SC Salgueiros         | 1                     | 27          | 0           | -                     | -                     | 27    | 0     |
| Sous-total            | Sous-total            | Sous-total            | 54          | 0           | -                     | -                     | 54    | 0     |
| 1985-1986             | União Madeira         | 2                     | -           | -           | -                     | -                     | 0     | 0     |
| 1986-1987             | União Madeira         | 2                     | -           | -           | -                     | -                     | 0     | 0     |
| Sous-total            | Sous-total            | Sous-total            | -           | -           | -                     | -                     | 0     | 0     |
| Total sur la carrière | Total sur la carrière | Total sur la carrière | 111         | 2           | -                     | -                     | 111   | 2     |

## Palmarès
| União Leiria - Championnat du Portugal D2 (1) : - Vainqueur : 1980-81 |